# 被災市街地復興土地区画整理事業
被災市街地復興土地区画整理事業（ひさいしがいちふっこうとちくかくせいりじぎょう）は、大規模な災害により被災した市街地の復興を行う土地区画整理事業。阪神・淡路大震災を契機に制定された被災市街地復興特別措置法（1995年2月26日施行）によって定められた。

## 概要
被災市街地復興特別措置法第10条によれば「被災市街地復興推進地域内の都市計画法第十二条第二項の規定により土地区画整理事業について都市計画に定められた施行区域の土地についての土地区画整理事業」である。都市再生区画整理事業の一つとして助成制度がある。
国の補助制度としては、通常の土地区画整理事業よりも要件が緩和されている。阪神・淡路大震災を受けた、平成6年度2次補正予算(1995年2月28日成立)で一般会計による助成制度が創設された。1999年に土地区画整理事業の一般会計補助の制度が統合され、都市再生区画整理事業が創設されると、その一つとなった。国が地方公共団体等に対して助成を行う。東日本大震災を受けて、2011年には東日本大震災の復興交付金事業の一つに被災市街地復興土地区画整理事業が位置付けられ、復興交付金による助成がなされた。
都市再生区画整理事業として助成される事業内容は、都道府県、市町村又は土地区画整理組合等が施行者になる場合の、事業計画案作成、大規模な災害により被災した市街地の復興を推進するために施行する土地区画整理事業、災害により住宅等を失った権利者等のため土地区画整理事業により仮設住宅等を整備する事業、緊急防災空地整備事業（土地区画整理事業が予定される地区において、既成市街地の防災性向上及び土地区画整理事業の促進を図ることを目的に公共施設充当用地を取得し、緊急に防災空地を整備する事業）等。国は自治体に対して補助限度額の範囲内で費用の半分以内の補助を行う。

## 施行例

### 阪神・淡路大震災
兵庫県神戸市鷹取東地区他20地区、約256ヘクタールで施行された。

### 東日本大震災
東日本大震災での被災市街地復興土地区画整理事業には、例えば以下のものがある。
- 東松島市野蒜北部丘陵地区
- 宮城県石巻市新門脇地区
- 牡鹿郡女川町女川町中心部地区
- 南三陸町 志津川地区
- 気仙沼市 南気仙沼地区
- 気仙沼市 鹿折地区

### 熊本地震
熊本地震 (2016年)での事業には以下がある。
- 益城中央被災市街地復興土地区画整理事業